# ميخائيل كير
ميخائيل كير (بالألمانية: Michael Kerr)‏ هو قاضي ألماني، ولد في 1 مارس 1921 في تشارلوتنبرغ في ألمانيا، وتوفي في 14 أبريل 2002 في لندن في المملكة المتحدة.